# Grada (Normaal)
Grada is een lied uit 1984 van de Nederlandse band rockgroep Normaal.
Het in Achterhoeks geschreven nummer beschrijft de belevenis van het boerenmeisje Grada dat vanuit de provincie werk zoekt als tandartsassistente in de Randstad. Zij bleek als 'boeren-deerne' niet in de grote stad te passen en keerde terug naar haar vertrouwde boerenland.
Grada verscheen als B-kant van de single Weekend. In 1984 stond het nummer op de elpee De Klok op Rock. Tien jaar na de opname verscheen Grada op de verzamelelpee Bij Normaal Thuis (1994).
Het lied werd geschreven en gecomponeerd door bandlid Willem Terhorst.

## Naamliedje
Grada is een van de naamliedjes van Normaal. Na het verschijnen van Alie (1977) werden Marie (1979), Dorien (1979), Rosalie (1983), Tonia (1985), Diana (1985), Kalinka (1987), Lucille (1991), Heidi (1993) en Sabine (2011) door Normaal bezongen in een naamliedje.

## Opname leden
- Bennie Jolink - leadzang
- Willem Terhorst - basgitaar, zang
- Jan Manschot - drum, zang
- Paul Kemper - gitaar